# イリェウス
イリェウス（ポルトガル語: Ilhéus [iˈʎɛws]）は、ブラジルのバイーア州の東部にある都市。州都サルヴァドールから約200km南に位置する。人口は15万9923人（2020年）。

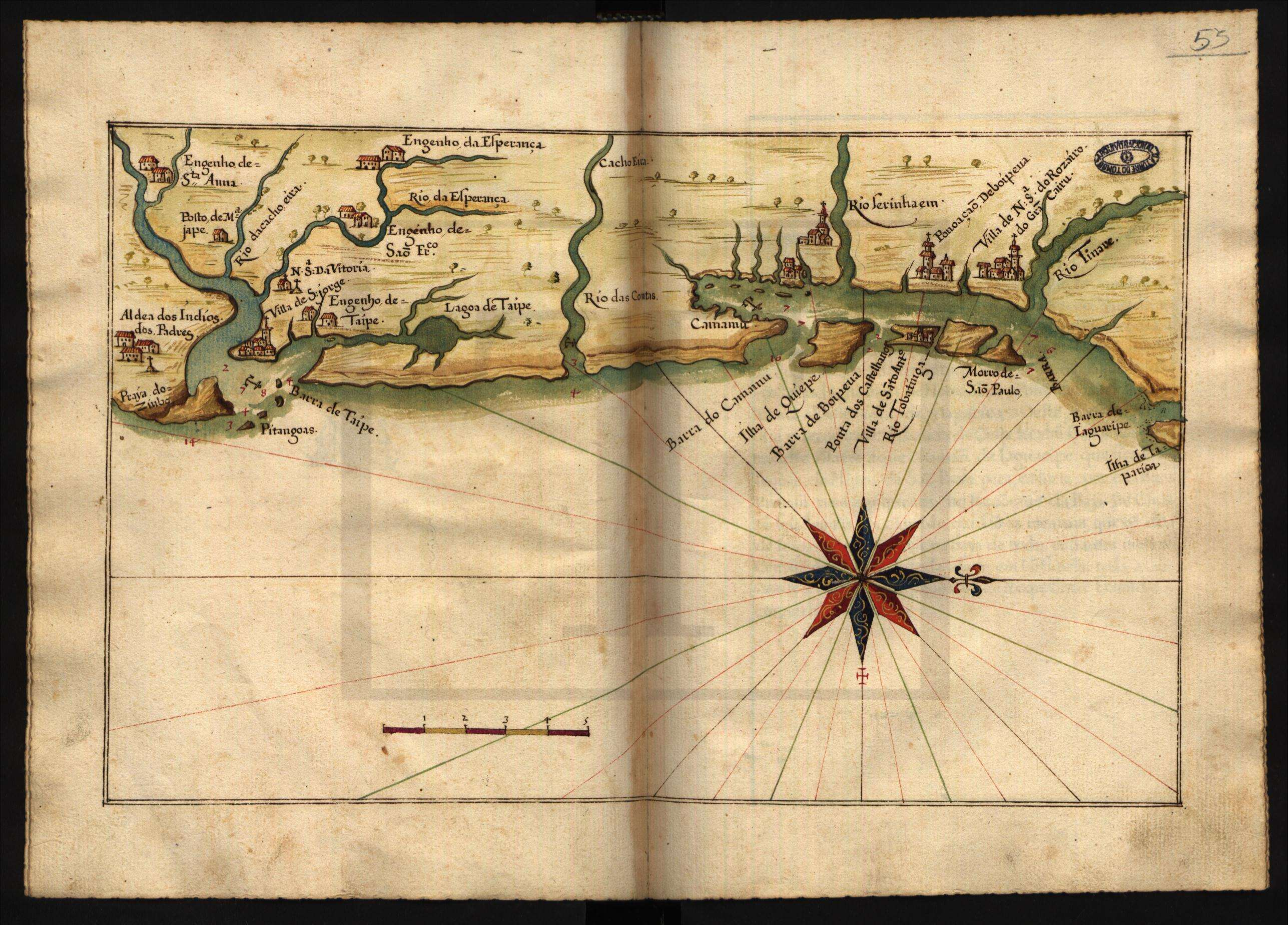
イリェウス大尉の地図 1640

## 経済
イリェウスは植民地時代カカオの輸出で栄えた都市だった。現在の産業の中心は温暖な気候とビーチ、ポルトガル植民地時代の建築物、バイーア料理を活かした観光である。